# 57 Herculis
57 Herculis är en gul jätte i Herkules stjärnbild.
Stjärnan har visuell magnitud +6,29 och är svagt synlig vid mycket god seeing. Den befinner sig på ett avstånd av ungefär 550 ljusår.